# آلوده‌انگاری

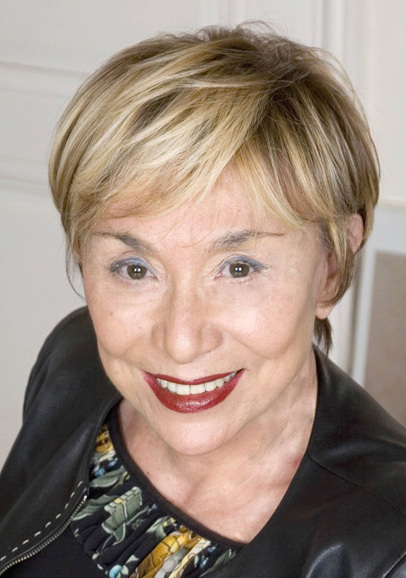
ثفثفثفثف

در نظریه انتقادی، آلوده‌انگاری (به انگلیسی: Abjection) فرآیندی است که طی آن سوژه هرآنچه را با وی در تقابل است دیگری پنداشته و آنها را از طریق نفی و طرد از خود دور می‌سازد. فرد با این روش مرزهایی برای یک «من» همواره ناپایدار برقرار می‌کند. آلوده‌انگاری سازوکاری برای دفاع از تمامیت مرزهای سوژه است، مبتنی بر فرآیند واپس‌راندن دیگری از خود. ژولیا کریستوا فیلسوف فرانسوی نخستین بار نظریه آلوده‌انگاری را در سال ۱۹۸۰ در مقاله «قدرت‌های وحشت» (به انگلیسی: Powers of Horror) مطرح کرده است.
آنطور که کریستوا در مقاله «قدرت‌های وحشت» نوشته است، آلوده‌انگاری مرحله‌ای اساسی در آغاز فرآیند سوبژکتیویته است که در آن شخص، هر آنچه برای خود، دیگری محسوب می‌شود را طرد می‌کند. کریستوا، آن چیزی که شخص در این فرآیند، طرد می‌کند را «امر آلوده» (به انگلیسی: Abject) می‌نامد و معتقد است که هر سوژه‌ای در تمام دوران زندگی با تهدید مرزهای سوژگی‌اش توسط امر آلوده مواجه خواهد بود زیرا امر آلوده هیچگاه به‌طور کامل برطرف نمی‌شود و بنابراین کشمکشی همیشگی میان سوژه و آلودگی برقرار است. حضور امر آلوده آرامش سوژه را برهم زده و پاک بودنش را متزلزل می‌کند و این ترس را در او پدید می‌آورد که هیچ‌جا و هیچ‌وقت نمی‌تواند از آلودگی در امان باشد.  آلوده‌انگاری فرآیندی روانی معرفی شده است که بر تمام جنبه‌های زندگی اجتماعی و فرهنگی تاثیر می‌گذارد. این مرحله‌ای گذرا نیست، بلکه فرآیندی همیشگی است که کارکردی پایه‌ای در برنامه‌ریزی ذهنیت دارد. آلوده‌انگاری اذعان می‌کند که سوژه در معرض خطر دائمی قرار دارد.
امر آلوده که همواره حول آگاهی فرد باقی می‌ماند به مثابه تهدیدی علیه موجودیت مرزهای سوژه عمل می‌کند و سعی در نابودی آن دارد. آلوده‌انگاری سایه‌هایی از وحشت را بر سوژه مستولی می‌کند که در فرهنگ و گفتمان‌های مذهبی به‌عنوان نوعی ناپاکی سعی بر تطهیر و دور نگه داشتن آن می‌شود. امر آلوده آن چیزی است که هویت، نظام و نظمِ بدنِ پاک را دچار اختلال می‌کند، چون مرزها و قوانین را رعایت نمی‌کند.
کریستوا معتقد است آلوده‌انگاری پدیده‌ای روانی در آغاز شگل‌گیری هویت است و به زمانی پیش از مرحله آیینه، یعنی قبل از دوره شش تا هشت ماهگی باز می‌گردد، زمانی که کودک در راستای تعیین مرزهایش با محیط اطراف، هر چیزی که برایش دیگری محسوب می‌شود را با تنفر و انزجار طرد می‌کند.

## آلوده‌انگاری در هنر
امر آلوده به دلیل ماهیت هنجارشکنانه‌اش بارها توسط هنرمندان برای رساندن پیام‌های اعتراضی و چالش‌برانگیز مورد استفاده قرارگرفته است. هنرمندان افزون بر بیان دغدغه‌های شخصی از این راه، هنجارهای حاکم بر جامعه را نیز به چالش می‌کشند.
ژولیا کریستوا در مقاله «قدرت‌های وحشت» به ادبیات و هنر معاصر به عنوان عرصه‌هایی که آلوده‌انگاری در آنها رخ می‌دهد، اشاره می‌کند. هنرمندان و نویسندگان بسیاری، کشمکش خود با امر آلوده را با استفاده از شیوه‌‎های گوناگون به آثارشان وارد کرده‌اند. در رابطه با ادبیات، او معتقد است که نویسنده با واردکردن امر آلوده به متن ادبی به پالایش روح و روان خود می‌پردازد.
کریستوا مفهوم آلوده‌انگاری نزد سوژه را به مثابه فاعل سخنگو در عرصه مطالعات ادبی با توجه به نقش پالایندگی ادبیات قابل طرح می‌داند. آفرینشگر ادبی در روند خلق اثر با بیرون‌ریزی آلودگی‌ها، سوبژکتیویته خود را از وجود آن مبرا می‌کند. بدین ترتیب اثر ادبی و هنری حتی ناخواسته و ناخودآگاه، نوید پاکی را به روح انسان عرضه می‌کند. 
او مضامین آلوده‌انگار از قبیل درد، رنج، مرگ، شکنندگی زندگی، نابسامانی‌ها و آلودگی نظام‌های اجتماعی را در اثر ادبی و شاعرانه خود می‌گنجاند تا بدین روش، ضمن نشان‌دادن ناخودآگاهی و تاریکی‌های روح، رنجی را که روح به خاطر این آلودگی‌ها متحمل می‌شود، تقلیل داده تا به والایش و تطهیر دست یابد.
در رابطه با هنر، کریستوا معتقد است که در گذشته، مذاهب با آموزه‌های گوناگون خود، نقش آلوده‌انگاری در جوامع را بر عهده داشته‌اند. اما در دوره معاصر با افول مذاهب، هنر این نقش را ایفا می‌کند. آثار هنری‌ای که در نتیجه فرآیند آلوده‌انگاری خلق می‌شوند، آرامش مخاطبانشان را بر هم زده و موجب بروز واکنش در آنها می‌شوند. هدف هنرمند از بازنمایی امر آلوده در آثارش، بیان مسائل اعتراضی و به چالش کشیدن نظم نمادین است. با توجه به نظریات ژولیا کریستوا، پرداختن این دسته از هنرمندان به موضوعات چالش‌برانگیز و به تصویرکشیدن امر آلوده در آثارشان، افزون بر تأثیری که بر سوبژگی خودشان دارد، برای جامعه نیز سودمند و حتی ضروری است، به این دلیل که مرزهای اعتقادات و باورهای پیشین را مورد هجوم قرار داده و به بروز تغییر در جامعه و شکل‌گیری مرزهای اعتقادی تازه کمک می‌کنند.